# Yumi Uchiyama
Yumi Uchiyama (内山 夕実, Uchiyama Yumi, Tóquio, 30 de outubro de 1987) é uma dubladora japonesa, afiliada da Arts Vision.

## Trabalhos

### Anime
2010
- Shinryaku! Ika Musume (criança)

2011
- A-Channel (Nagisa "Nagi" Tennōji)
- Blood-C (estudante)
- Gosick (estudante)
- Kimi to Boku (Junko, estudante, Kaname Tsukahara jovem)[1]
- Ro-Kyu-Bu! (Kikuchi)
- Sekai-ichi Hatsukoi 2 (apresentadora)
- Shinryaku!? Ika Musume (Tomomi Mochizuki)[1]
- Tamayura: Hitotose (namorada)
- The Idolmaster (estudante)
- Usagi Drop (Kazumi Kawachi, estudante)
- Working'!! (CU clerk)[1]

2012
- Aesthetica of a Rogue Hero (Valkyria)
- Amagami SS+ plus (amiga de Kurosawa)
- Bakuman. 3 (Hitomi Shiratori)
- Baku Tech! Bakugan (Jinza)
- Binbō-gami ga! (Momiji)[1]
- Black Rock Shooter (líder do Clube de Arte)
- Eureka Seven: AO (apresentadora, anunciadora de rádio)
- Hyōka (membro do Clube de Mangá, Noriko Shimizu)
- Kimi to Boku 2 (Kaname Tsukahara jovem, estudante)
- Robotics;Notes (sistema de áudio)
- Saki Achiga-hen episode of Side-A (Arata Sagimori)[1]
- Sankarea (estudante, garota)
- Suki-tte Ii na yo. (Aiko Mutō)[1]

2013
- Ace of Diamond (Rei Takashima)
- Arpeggio of Blue Steel (Kirishima)
- Doki Doki! PreCure (Daybi)
- Genshiken Nidaime (Merei Yajima)
- Hataraku Maou-sama! (Mayumi Kisaki)
- Kiniro Mosaic (Yoko Inokuma)
- The Severing Crime Edge (Houko Byouinzaka

2014
- Buddy Complex (Margaret O'Keefe)
- Gakumon (Shushu)
- Mahōka Kōkō no Rettōsei (Erika Chiba)
- Nisekoi (Ruri Miyamoto)[2]
- Ryūgajō Nanana no Maizōkin (Shiki Maboro)
- Strike the Blood (Yuuma Tokoyogi)
- Brynhildr in the Darkness (Hatsuna Wakabayashi)

### OVA
2012
- A Channel + smile (Nagisa "Nagi" Tennōji)
- Arata-naru Sekai (Itsushiya)

### Jogos
2013
- Fantasista Doll Girls Royale (Ukiwa)